# (17879) Robutel
(17879) Robutel est un astéroïde de la ceinture principale.

## Description
(17879) Robutel est un astéroïde de la ceinture principale. Il fut découvert le 22 janvier 1999 à Caussols par le projet ODAS. Il présente une orbite caractérisée par un demi-grand axe de 2,28 UA, une excentricité de 0,11 et une inclinaison de 4,7° par rapport à l'écliptique.

## Compléments